# Valivý pohyb
Valivý pohyb je druh pohybu tělesa kruhového průřezu po podložce, při kterém nedochází ke smyku (smykovému tření) mezi tělesem a podložkou.
Těleso kruhového průřezu je např. válec, koule nebo obruč. Valivý pohyb je pohyb složený z posuvného pohybu a otáčivého pohybu a obvodová rychlost bodů na povrchu tělesa se rovná rychlosti posuvného pohybu.
Celková mechanická energie tělesa při valivém pohybu:
E = 1/2 m v2 + 1/2 J (v / r)2
kde m je hmotnost tělesa, v je rychlost tělesa, J je moment setrvačnosti tělesa, r je poloměr průřezu tělesa